# EQTN
EQTN (англ. Equatorin) – білок, який кодується однойменним геном, розташованим у людей на короткому плечі 9-ї хромосоми. Довжина поліпептидного ланцюга білка становить 294 амінокислот, а молекулярна маса — 32 840.
| 10         |  | 20         |  | 30         |  | 40         |  | 50         |
| ---------- |  | ---------- |  | ---------- |  | ---------- |  | ---------- |
| MNFILFIFIP |  | GVFSLKSSTL |  | KPTIEALPNV |  | LPLNEDVNKQ |  | EEKNEDHTPN |
| YAPANEKNGN |  | YYKDIKQYVF |  | TTQNPNGTES |  | EISVRATTDL |  | NFALKNDKTV |
| NATTYEKSTI |  | EEETTTSEPS |  | HKNIQRSTPN |  | VPAFWTMLAK |  | AINGTAVVMD |
| DKDQLFHPIP |  | ESDVNATQGE |  | NQPDLEDLKI |  | KIMLGISLMT |  | LLLFVVLLAF |
| CSATLYKLRH |  | LSYKSCESQY |  | SVNPELATMS |  | YFHPSEGVSD |  | TSFSKSAESS |
| TFLGTTSSDM |  | RRSGTRTSES |  | KIMTDIISIG |  | SDNEMHENDE |  | SVTR       |

A: Аланін

C: Цистеїн

D: Аспарагінова кислота

E: Глутамінова кислота

F: Фенілаланін

G: Гліцин

H: Гістидин

I: Ізолейцин

K: Лізин

L: Лейцин

M: Метіонін

N: Аспарагін

P: Пролін

Q: Глутамін

R: Аргінін

S: Серин

T: Треонін

V: Валін

W: Триптофан

Задіяний у такому біологічному процесі, як альтернативний сплайсинг. 
Локалізований у мембрані, цитоплазматичних везикулах.